# L'Entrée des artistes
Pour plus de détails, voir Fiche technique et Distribution.
L'Entrée des artistes, ou Un numéro inédit (Stage Door Cartoon en anglais),  est un cartoon réalisé par Friz Freleng en 1944 dans la série Merrie Melodies mettant en scène Elmer Fudd et Bugs Bunny.

## Synopsis
Elmer, armé d'une canne à pêche à laquelle il a accroché une carotte, tente de capturer Bugs ; mais ce dernier accroche l'hameçon au pantalon d'Elmer avant de se faire poursuivre jusqu'à un vaudeville. Bugs, découvert au lever du rideau, est obligé de répéter son numéro de claquettes devant le public, car le chasseur bloque toutes les sorties. Ce dernier essaye d'approcher le lapin sur scène déguisé en piano, mais il se fait violemment boxer par Bugs qui joue sur lui. Elmer, découvert à son tour, exécute un saut où il plonge dans un verre (à la place du baquet que Bugs a subtilisé). Il se fait avoir avec le coup du miroir puis se fait progressivement déshabiller en un strip-tease par Bugs caché derrière son dos. Le lapin se déguise en shérif et fait arrêter Elmer pour exhibitionnisme. Le chasseur voit, dans le cartoon visionné dans la salle, Bugs se déguiser en shérif. Elmer déshabille le shérif qu'il croit être le lapin déguisé, mais il se révèle être un véritable shérif. À la fin, Bugs réapparaît comme le chef d'orchestre dans la salle de spectacle.

## Musique de la carte-titre
La chanson Quoi d'neuf docteur ? est entendue pour la première fois dans un cartoon de Bugs Bunny. Elle sera inutilisée pendant 6 ans jusqu'au cartoon Un lapin à succès réalisé par Robert McKimson en 1950 à partir duquel cette musique sera composée dans plusieurs autres cartoons avec Bugs.